# Nathan McGinley
Nathan McGinley (Middlesbrough, 15 settembre 1996) è un calciatore inglese, difensore del Whitby Town.

## Carriera
Cresciuto nel settore giovanile del Middlesbrough, nel gennaio del 2018 è stato ceduto in prestito al Wycombe, in Football League Two, fino al termine della stagione. Rientrato alla base, ha esordito in prima squadra il 14 agosto 2018, nell'incontro di EFL Cup vinto ai rigori contro il Notts County. Poco dopo è passato in prestito al Forest Green, sempre in League Two, che lo ha successivamente acquistato a titolo definitivo nel 2019. Il 1º luglio 2020 è stato acquistato dal Motherwell, club militante nella Scottish Premiership.

## Statistiche

### Presenze e reti nei club
Statistiche aggiornate al 6 febbraio 2022.
| Stagione        | Squadra         | Campionato      | Campionato | Campionato | Coppe nazionali | Coppe nazionali | Coppe nazionali | Coppe continentali | Coppe continentali | Coppe continentali | Altre coppe | Altre coppe | Altre coppe | Totale | Totale |
| Stagione        | Squadra         | Comp            | Pres       | Reti       | Comp            | Pres            | Reti            | Comp               | Pres               | Reti               | Comp        | Pres        | Reti        | Pres   | Reti   |
| --------------- | --------------- | --------------- | ---------- | ---------- | --------------- | --------------- | --------------- | ------------------ | ------------------ | ------------------ | ----------- | ----------- | ----------- | ------ | ------ |
| gen.-mag. 2018  | Wycombe         | FL2             | 11         | 0          |                 | -               | -               |                    | -                  | -                  |             | -           | -           | 11     | 0      |
| 2018-2019       | Forest Green    | FL2             | 40         | 0          | FACup+CdL       | 2+0             | 0               |                    | -                  | -                  | FLT         | 3           | 0           | 45     | 0      |
| 2019-2020       | Forest Green    | FL2             | 20         | 0          | FACup+CdL       | 1+2             | 0               |                    | -                  | -                  | FLT         | 3           | 0           | 26     | 0      |
| 2020-2021       | Motherwell      | SP              | 19         | 0          | CS+CdL          | 3+0             | 0               | UEL                | 2                  | 0                  |             | -           | -           | 24     | 0      |
| 2021-2022       | Motherwell      | SP              | 23         | 0          | CS+CdL          | 1+3             | 0               |                    | -                  | -                  |             | -           | -           | 27     | 0      |
| Totale carriera | Totale carriera | Totale carriera | 113        | 0          |                 | 12              | 0               |                    | 2                  | 0                  |             | 6           | 0           | 133    | 0      |